# Клины (Бобруйский район)
Клины́ (бел. Кліны) — упразднённый сельский населённый пункт, бывш. деревня в составе Гороховского сельсовета Бобруйского района Могилёвской области Республики Беларусь.
Населённый пункт упразднён 6 декабря 2012 года.

## Население
- 2010 год — 2 человека